# Favoreggiamento personale
Il favoreggiamento personale è un reato disciplinato dall'art. 378 del codice penale italiano.

## Contenuto

### Elemento oggettivo
Tale reato viene consumato qualora l'agente aiuti un altro soggetto che abbia precedentemente commesso un reato a eludere le investigazioni della polizia giudiziaria o sottrarsi alle ricerche. Tale condotta può estrinsecarsi sia fornendo notizie mendaci all'autorità, sia nascondendo fisicamente il soggetto indagato. Il reato di favoreggiamento presuppone la precedente commissione di un delitto per il quale la legge commina la pena della reclusione o dell'ergastolo; l'aiutante non deve essere un concorrente nella commissione del suddetto delitto. L'ultimo comma dell'art. 378 c.p. prevede poi la possibilità che nemmeno l'aiutato sia responsabile di tale delitto, quindi ci si è interrogati sul soggetto cui attribuire la responsabilità del predetto delitto e perché. Dottrina e giurisprudenza risultano divise. Tale reato non sussiste nell'ipotesi di concorso nel reato di base.
Per la consumazione di tale reato è previsto il dolo generico, essendovi la volontà, da parte del soggetto agente, di commettere il fatto senza uno specifico fine.

## Sanzioni
- Reclusione fino a quattro anni se il favoreggiamento avviene per reati per cui è previsto l'ergastolo o la reclusione e al di fuori dei casi di concorso in questi reati.
- Reclusione non inferiore a due anni se il delitto commesso corrisponde alla fattispecie di cui all'art 416-bis. Multa fino a 516 € se si tratta di delitti per cui è prevista pena diversa, o di contravvenzioni.

## Cause di non punibilità
L'art. 384 del codice penale prevede alcuni casi di non punibilità per chi commette il favoreggiamento.